# SDARI CV 1100
Der Containerschiffstyp SDARI CV 1100 wurde in einer Serie von über 100 Einheiten gebaut, gilt in seinem Marktsegment als eine der Standardbaureihen und wird überwiegend als Feederschiff eingesetzt.

## Einzelheiten
Die CV-1100-Baureihe wurde vom Shanghai Merchant Ship Design & Research Institute (SDARI) entworfen und von zahlreichen chinesischen Werften für verschiedene Reedereien gebaut. Sie sind als Vollcontainerschiffe mit achtern angeordneten Aufbauten ausgelegt und verfügen über fünf Laderäume mit jeweils eigener Luke, die mit Ponton-Lukendeckel verschlossen werden. Der gesamte Laderaumrauminhalt beträgt 16.002 m³. Ein Teil der Schiffe ist zum Ladungsumschlag mit zwei mittschiffs angebrachten hydraulischen Schiffskränen ausgerüstet. Der Schiffstyp kann bei einem Entwurfstiefgang von 7,30 m rund 10.250 Tonnen und bei maximaler Abladung auf 8,50 m 13.630 Tonnen transportieren. Die Einheiten sind auf den Transport von bis zu 220 Kühlcontainern und verschiedener Containertypen über 40 Fuß ausgelegt. Die Tankdecke der Laderäume ist verstärkt ausgeführt.
Der Antrieb der Schiffe besteht aus einem Zweitakt-Dieselmotor. Der Motor ermöglicht eine Geschwindigkeit von etwa 18 Knoten. Es stehen mehrere Hilfsdiesel und ein Notdiesel-Generator zur Verfügung.